# کوئنتیلی

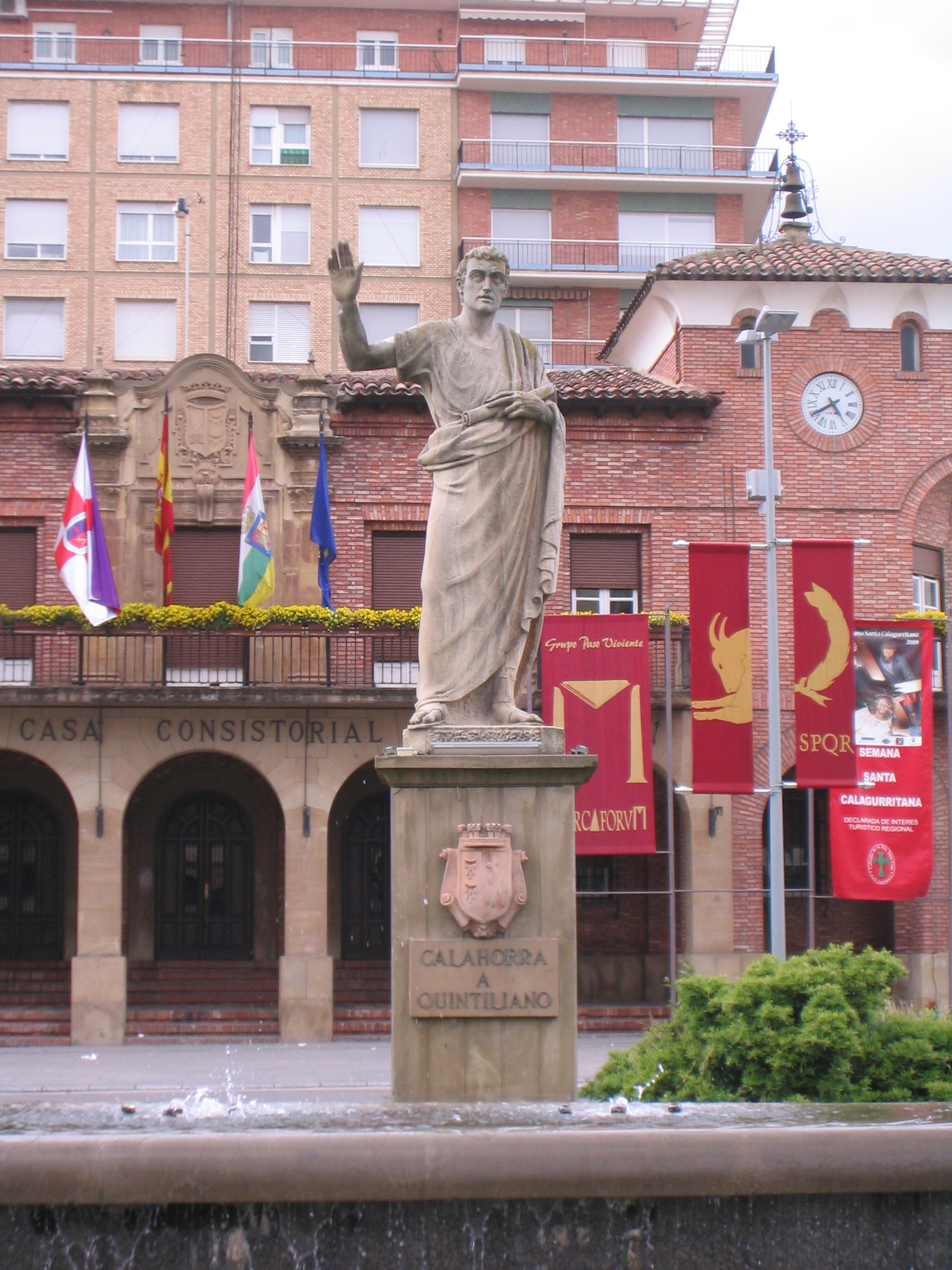
تندیس مارکوس کوئنتیلی در کالاهرا، لاریخا، اسپانیا

مارکوس فابیوس کوئینتیلیانوس یا کوئین‌تیلیان (به انگلیسی: Marcus Fabius Quintilianus) (۳۵ میلادی در کالاهرا، لاریخا - ۱۰۰ میلادی) بلاغتدان، فیلسوف، و ادیب رومی اهل هیسپانیا بود که به گستردگی در نوشته‌های مکاتب بلاغیِ سده‌های میانه و رنسانس به او اشاره شده است.

## دیدگاه‌ها
در سده‌های اول و دوم پیش از میلاد خطیبانی مانند سیسرون اصول و موازینی خاص برای علم بلاغت تدوین کرده بودند. فیلسوف و سیاستمدار رومی، سنکا اصول سیسرون را تخطئه کرد، اما کوئنتیلی از اصول سیسرون دفاع، و گفته‌های سنکا را رد کرد و رساله‌ای هم به نام «در چگونگی تربیت خطیب» نوشت. این رساله پس از مرگ او متروک ماند، اما در دوران رنسانس از مآخذ و مراجع مهم فن بلاغت و خطابت به شمار می‌رفت.

## آثار
تنها اثر به‌جامانده از کوئنتیلی رسالهٔ دوازده جلدی در علوم بلاغی در عنوان «Institutio Oratoria» (ترجمه: آموزش سخنور) که در حدود سال ۹۵ میلادی نوشته شد. این کتاب نه‌تنها با نظریه‌ها و بکارگیری علوم بلاغی، بلکه با آموزش و پیشرفت در خود سخنور نیز سروکار داشت.
پیش از این، متنی تحت عنوان «De Causis Corruptae Eloquentiae» (ترجمه: اندر دلایل سخنوری خراب) نوشته شده بود که گم شده‌است، هرچند که باور برآنست که تقریر اولیهٔ برخی از دیدگاه‌هایی که پس‌تر در «Institutio Oratoria» به کار رفت، بوده باشد.
به‌علاوه، دو دسته از دکلماسیون از او وجود دارد، «Declamationes Majores» و «Declamationes Minores» که به کوئنتیلی نسبت داده شده‌اند، هرچند که جدال‌هایی بر سر نویسندهٔ اصلی این متن‌ها وجود دارد.